# Casa Lluís de Papiol
La Casa Lluís de Papiol, també coneguda com a Torrents, és un edifici situat al carrer del Carme, 31 del Raval de Barcelona, catalogat com a bé cultural d'interès local.

## Història
Segons el Cadastre de 1716, la finca pertanyia a Josep Martí i Catà, que a la mort del 1737 de la seva mare Maria Catà i Vinyola, baronessa de Jafre, va heretar el seu patrimoni. Va morir el 1745 sense descendència i fou succeïda per la seva germana Maria, casada amb Lluís Papiol i Balaguer. Aleshores, la finca va passar a mans del seu fill Lluís de Papiol i Martí-Catà, natural de Vilanova i la Geltrú i nomenat cavaller el 1774 pel rei Carles III. El 1779, va demanar permís per a reconstruir la finca.
Va morir el 1791 i fou succeït pel seu fill Francesc de Papiol i Padró que morí sense descendència el 1817, i el seu patrimoni el van heretar successivament els tres fills de la seva germana Josepa, casada amb Joan Rubinat. Cap dels tres germans Rubinat i de Papiol va tenir descendència i en morir l'últim d'ells el 1847, l'herència passà a mans de Joan Torrents i de Papiol (†1851), fill de Lluïsa de Papiol, germana petita de Francesc, i de Manuel Torrents i Falç, membre d'una antiga família vilanovina. Va ser succeït per la seva filla Ramona Torrents i Higuero, que el 1889 va rebre el títol de marquesa de Vilanova i la Geltrú de mans d'Alfons XIII. L'any 1861, va encarregar la remunta d'un quart pis al mestre d'obres Felip Ubach, cosa que no es feu efectiva fins que s'enderrocà l'entresòl interior existent fins llavors.
Entre els anys 1953 i 1957, l'arquitecte Adolf Florensa remodelà els baixos, substituint el pati central que contenia l'escala vers el pis principal per una estreta via de comunicació entre el carrer del Carme i la plaça de la Gardunya, anomenada Passatge 1800.

## Descripció
És un edifici de planta baixa, quatre pisos i terrat transitable amb façana al carrer del Carme (on es troba l'accés principal) i la plaça de la Gardunya, que és el solar del Convent de Jerusalem, enderrocat després de la Revolució del 1868.
La façana disposa les seves obertures en quatre eixos verticals, amb dimensions decreixents pis rere pis. La planta baixa, configurada per un mur de carreus regulars de pedra de Montjuïc, conté l'antic portal principal (avui accés al Passatge 1800) flanquejada de les portes de dues botigues i, a la banda més oriental, la porta de l'escala de veïns, amb la data 1800 a la tarja. Aquestes portes, coronades amb arcs escarsers, presenten llurs llindes i muntants emmarcats amb motllures i destaca, també, la presència de guarda-rodes a l'accés principal. Sobre la porta principal i les de les botigues es disposen balcons en volada decreixent en alçada, constituïts per baranes de ferro forjat amb barrots simples i helicoidals, grapes, i terres de solera amb rajoles vidrades de cartabó. La llosana de pedra motllurada del balcó central del pis principal esdevé una excepció.
Damunt de la porta de veïns es troba una disposició de finestres rectangulars que donen llum a l'escala. Totes les obertures fins a la segona planta presenten llurs emmarcaments petris motllurats, mentre que les obertures de la tercera i la quarta planta estan fetes amb estuc. La façana es presenta íntegrament revestida amb morters i ornada amb esgrafiats bicolors d'inspiració rococó. El repertori ornamental d'aquests esgrafiats comprèn garlandes florals, putti, bustos en medallons i emmarcaments en rocalla per a escenes al·legòriques d'inspiració mitològica i campestre. La façana és rematada per un entaulament que conté, entre llurs cornises, els respiradors de la solera del terrat.
Cobert per una volta rebaixada sostinguda sobre pilastres toscanes de pedra, el Passatge 1800, es configura com unes galeries comercials amb establiments oberts a banda i banda per mitjà d'arcs escarsers de brancal motllurat petri.

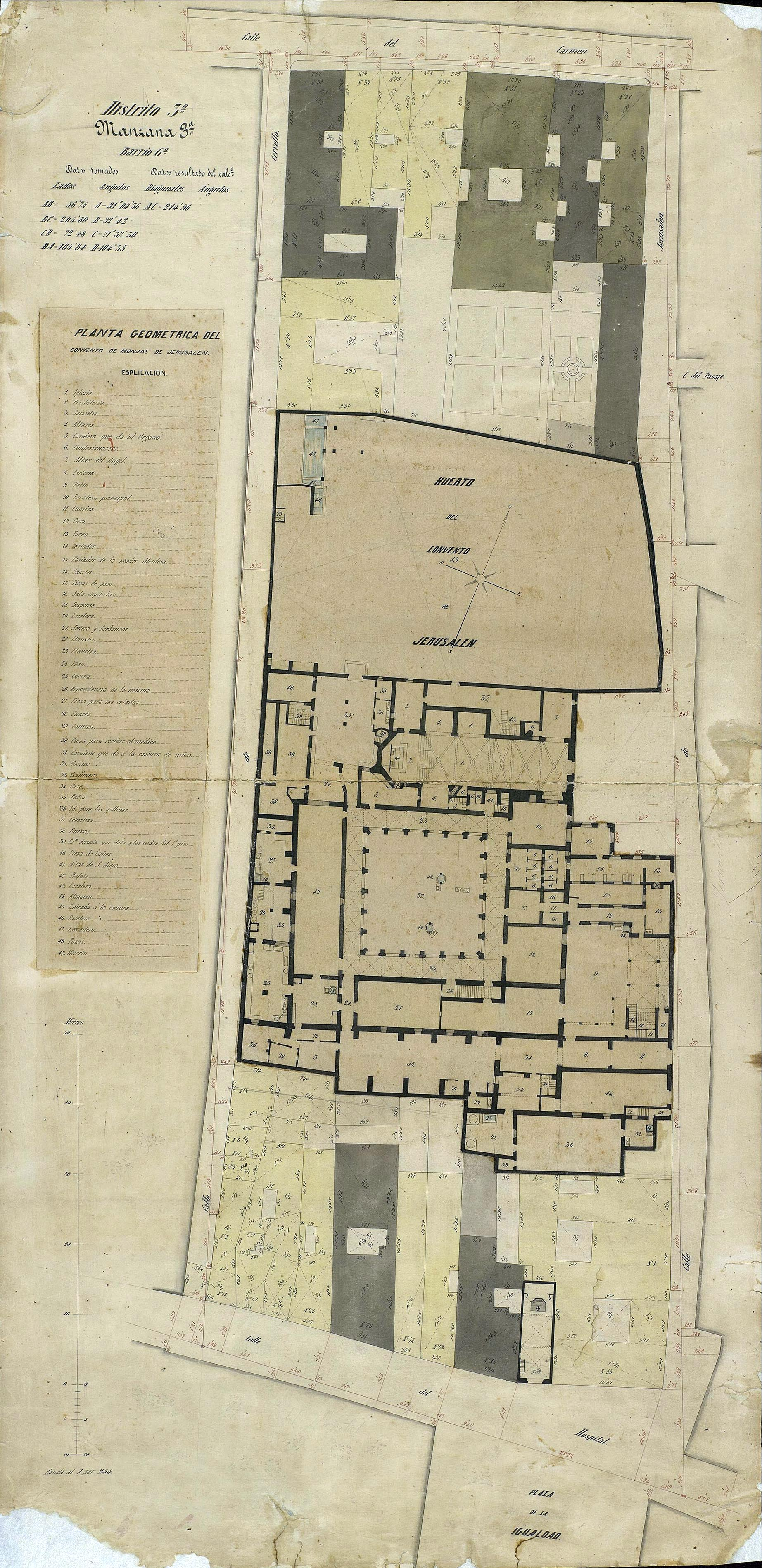
Quarteró núm. 57 de Garriga i Roca (c. 1860)